# 庫曼加齊區
庫曼加齊區（羅馬化：Qurmanğazı awdanı）是哈萨克斯坦阿特勞州下轄的一個區，治所位於干由什基諾（Ganyushkino）。人口在1999年調查時為55,579人，2009年時則是55,502人。